# 茉莉内酯
茉莉内酯是一种有机化合物，分子式C10H16O2，属于不饱和内酯，常温常压下为无色至淡黄色液体，带有芳香味，常见于素馨属（Jasminum）等植物提取的精油中。